# ウルグ・ベク・マドラサ

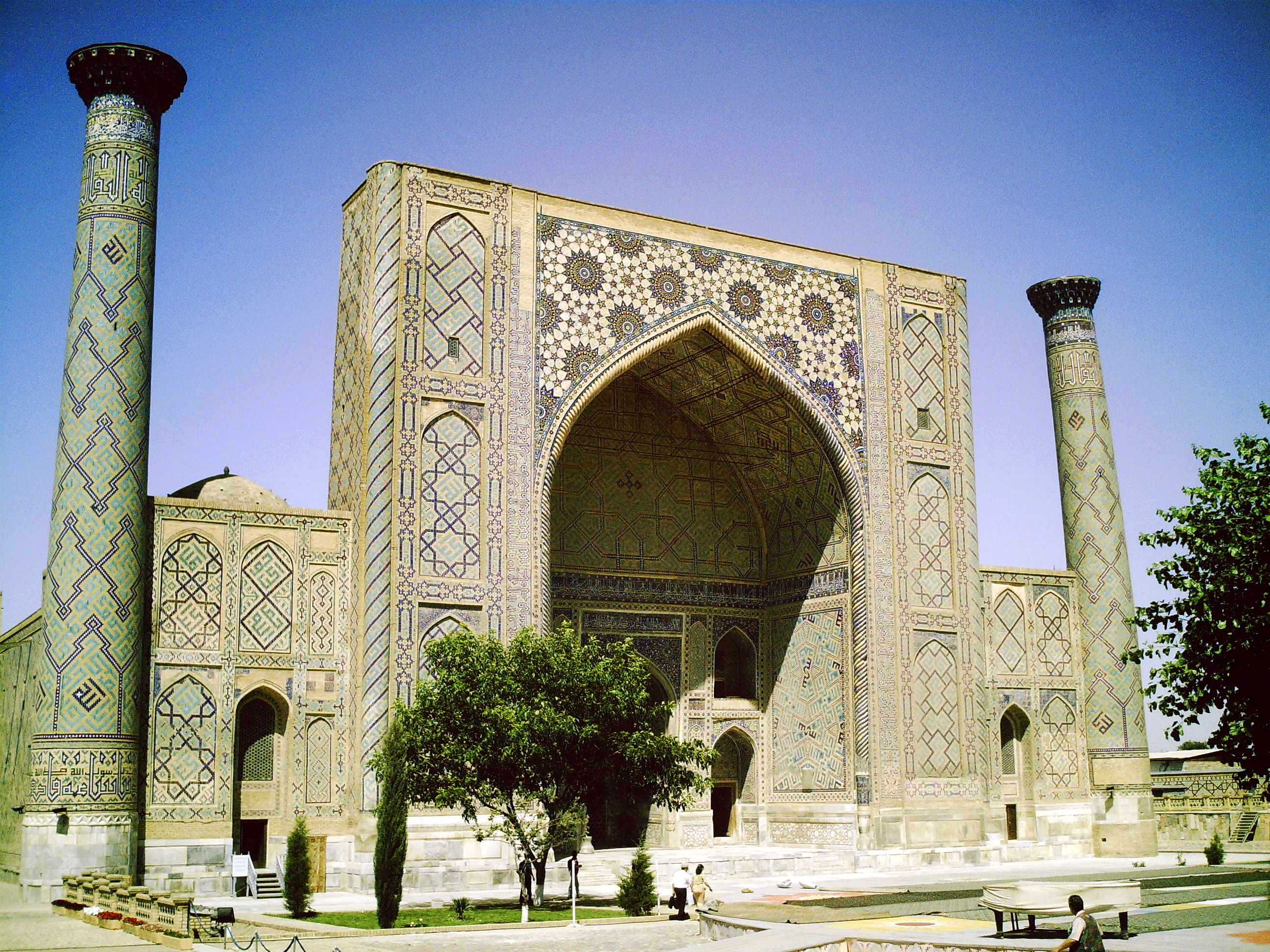
ウルグ・ベク・マドラサ

ウルグ・ベク・マドラサ（ウズベク語: Ulugʻbek madrasasi / Улуғбек мадрасаси）は、ティムール朝第4代君主ウルグ・ベク（1394年 - 1449年）によって現在のウズベキスタンのサマルカンドに建てられたマドラサ。

## 概要

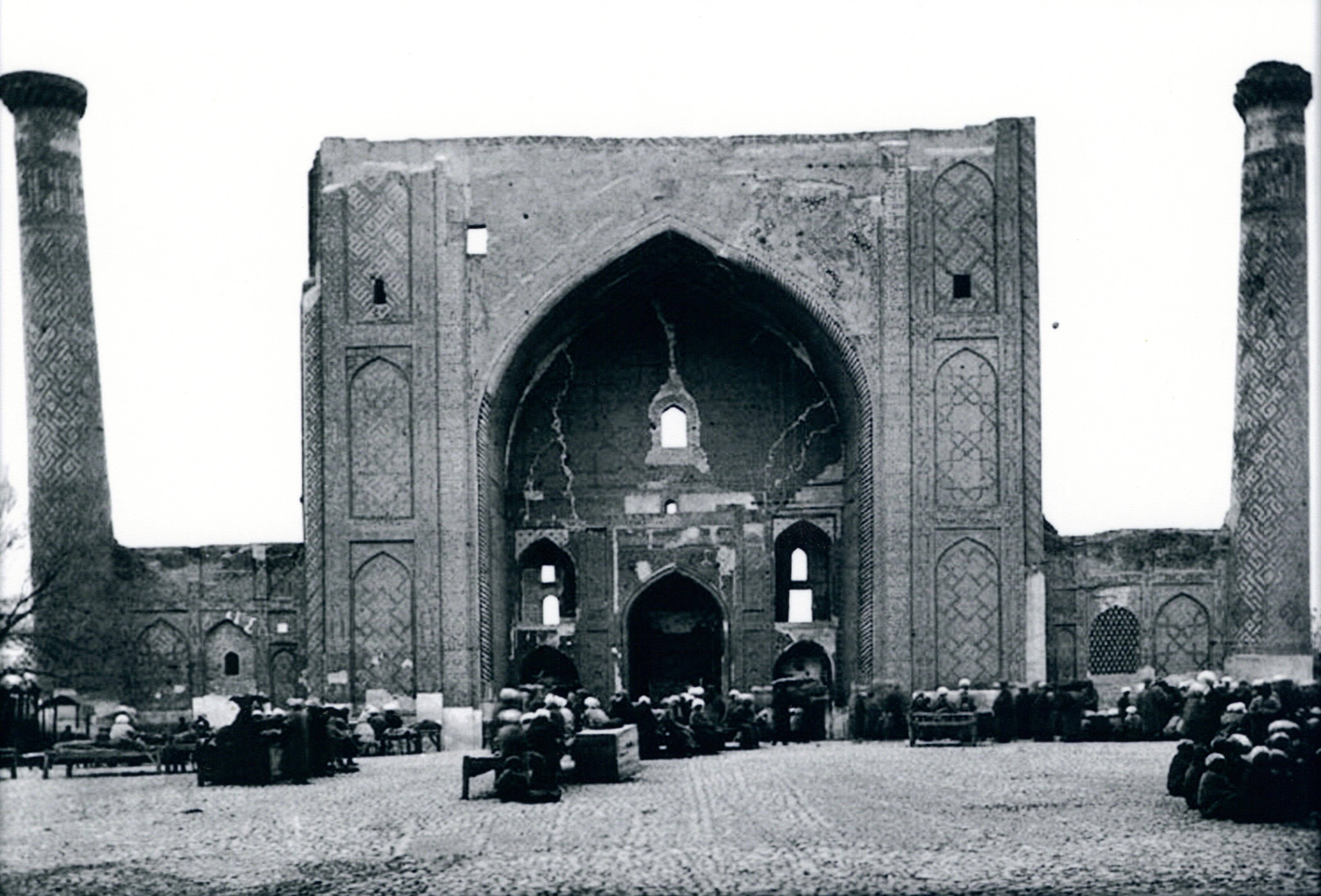
サマルカンドからの風景（1900年以前）

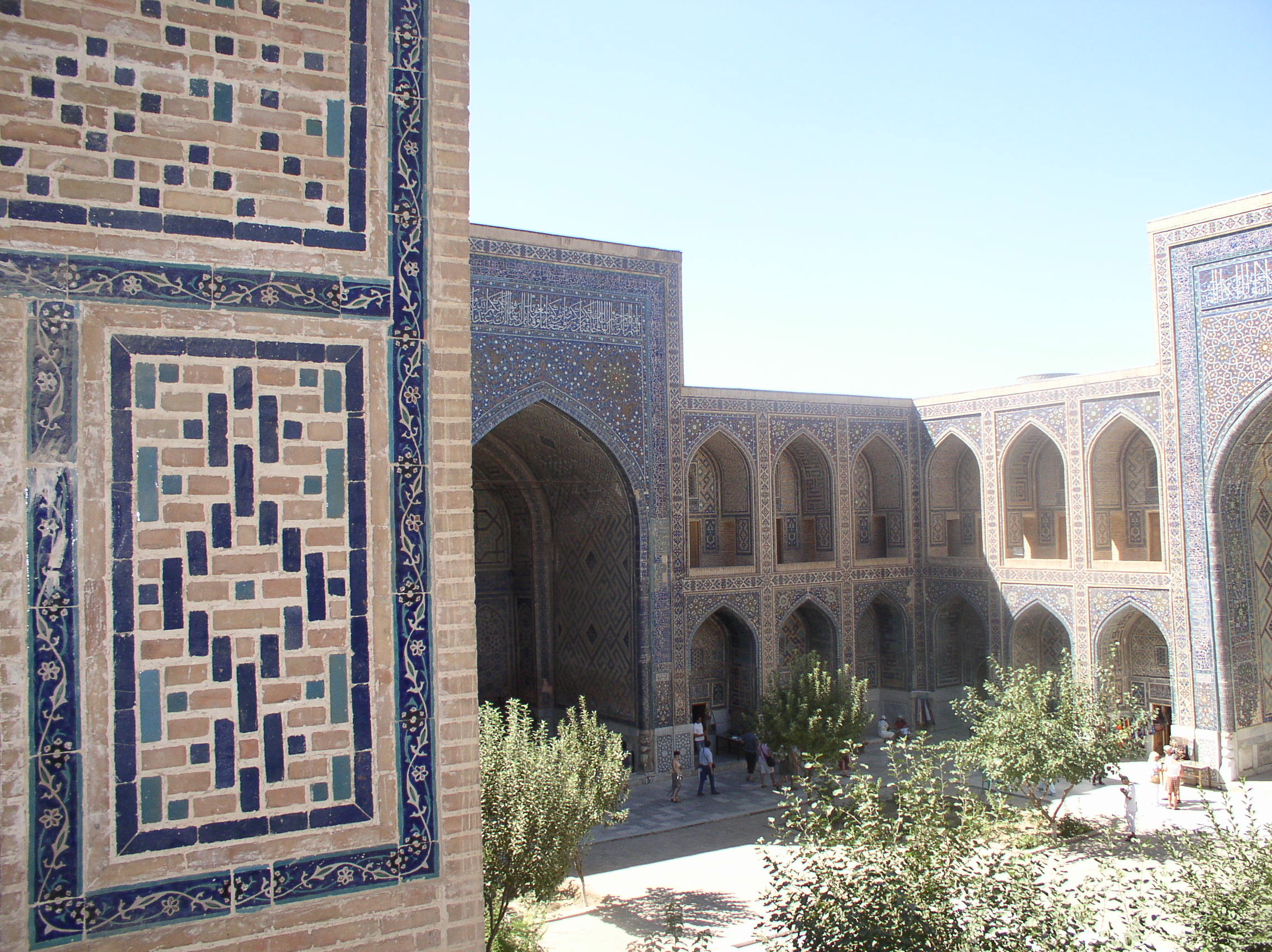
学生房と中庭

1417年、ウルグ・ベクは古都サマルカンドの中心、現在のレギスタン広場にマドラサの建設を開始した。それがウルグ・ベク・マドラサである。このマドラサは1420年に完成した。レギスタン広場は、14世紀後半には商業地であったが、15世紀前半にウルグ・ベクがマドラサやモスクを建てたことにより、様相がかわったといわれる。現在、レギスタン広場には3つのマドラサが建っている。ウルグ・ベクはまた、1420年にはサマルカンド郊外の小丘にウルグ・ベク天文台を建設している。
ウルグ・ベク・マドラサで学んだ人物としてはジャーミー（アブドゥルラフマーン・ジャーミー、現代トルコ語：Nureddin Abdurrahman Cami、ペルシア語: نورالدین عبدالرحمن جامی ペルシア語のラテン文字転写:Nur ad-Din Abd ar-Rahman Jami、1414年 - 1492年）がいる。ティムール朝を代表する15世紀の著名な詩人であり、ペルシャ語で著作活動をおこなった。